# Rosa sassnowskyana
Rosa sassnowskyana là loài thực vật có hoa trong họ Hoa hồng. Loài này được Muscheg. miêu tả khoa học đầu tiên.